# 德宗马海湖
德宗马海湖是一个位于中国青海省海西蒙古族藏族自治州的盐湖，面积约为12.03平方千米，属于青藏高原。它的一级流域为内流区诸河，二级流域为柴达木内流区。